# بالیو
بالیو (به فرانسوی: Baslieux) یک کمون (فرانسه) در فرانسه است که در موزل واقع شده‌است. بالیو ۱۰٫۱۷ کیلومتر مربع مساحت دارد ۳۵۰ متر بالاتر از سطح دریا واقع شده‌است.